# Metilciclohexan
Metilciclohexanul este un compus organic derivat de ciclohexan, ce are formula chimică CH3C6H11. Este un lichid incolor utilizat ca solvent și ca precursor pentru toluen. Ca solvent, prezintă proprietăți similare cu alte hidrocarburi saturate, precum heptanul.

## Obținere
Se poate obține în urma reacției de hidrogenare a toluenului:
{\displaystyle {\ce {CH3C6H5 + 3 H2 -> CH3C6H11}}}

## Proprietăți
Metilciclohexanul se poate dehidrogena la toluen, iar în cazul benzinei acest proces duce la creșterea cifrei octanice.
Conversia sa la toluen este un exemplu clasic de reacție de aromatizare. Este un proces catalizat de platină metalică și este utilizat în industria petrolieră: